# Styginidae
Famille
Les Styginidae sont une famille de trilobites de la super-famille des Illaenoidea (sous-ordre des Illaenina, ordre des Corynexochida).

## Classification
La famille des Styginidae est décrite en 1890 par le paléontologue Vogdes (d).

### Collections
Selon Paleobiology Database en 2024, le nombre de collections de fossiles référencés est de 692 (ou 685),

## Liste des genres
Selon BioLib (5 mars 2021) :
- genre † Alceste Hawle & Corda, 1847
- genre † Altaepeltis Maksimova, 1968
- genre † Amphoriops Hammann & Leone, 1997
- genre † Ancyropyge Clarke, 1892
- genre † Andegavia Pillet, 1973
- genre † Arctipeltis Maksimova, 1968
- genre † Australoscutellum Chatterton & Campbell, 1980
- genre † Avascutellum Šnajdr, 1989
- genre † Bojoscutellum Šnajdr, 1958
- genre † Boreoscutellum Přibyl & Vaněk, 1971
- genre † Breviscutellum Šnajdr, 1960
- genre † Bronteopsis Etheridge & Nicholson in Nicholson & Etheridge, 1879
- genre † Brontocephalina Chugaeva, 1975
- genre † Brontocephalus Kolobova, 1977
- genre † Bubupeltina Šnajdr, 1991
- genre † Bumastella Kobayashi & Hamada, 1974
- genre † Bumastus Murchison, 1839
- genre † Calycoscutellum Archinal, 1994
- genre † Cavetia Pillet, 1973
- genre † Cekovia Šnajdr, 1956
- genre † Chichikaspis Balashova, 1966
- genre † Chugaevia Přibyl & Vaněk, 1971
- genre † Ciliscutellum Lin, 1987
- genre † Cornuscutellum Šnajdr, 1960
- genre † Craigheadia Hupé, 1955
- genre † Cybantyx Lane & Thomas in Thomas, 1978
- genre † Cyrtocybe Holloway, 2007
- genre † Decoroscutellum Šnajdr, 1958
- genre † Delgadoa Thadeau, 1947
- genre † Dentaloscutellum Chatterton, 1971
- genre † Dulanaspis Chugaeva, 1956
- genre † Ekwanoscutellum Přibyl & Vaněk, 1971
- genre † Eobronteus Reed, 1928
- genre † Eokosovopeltis Přibyl & Vaněk, 1971
- genre † Eoscutellum Maksimova, 1978
- genre † Exastipyx Holloway, 1996
- genre † Excetra Holloway & Lane, 1998
- genre † Failleana Chatterton & Ludvigsen, 1976
- genre † Goldillaenoides Balashova, 1959
- genre † Goldillaenus Schindewolf, 1924
- genre † Hallanta Poulsen, 1965
- genre † Hidascutellum Kobayashi & Hamada, 1977
- genre † Illaenoides Weller, 1907
- genre † Illaenoscutellum Kobayashi & Hamada, 1974
- genre † Japonoscutellum Přibyl & Vaněk, 1971
- genre † Kirkdomina Tripp, 1962
- genre † Kobayashipeltis Maksimova, 1978
- genre † Kolihapeltis Prantl & Přibyl, 1947
- genre † Kosovopeltis Šnajdr, 1958
- genre † Kotysopeltis Vaněk, Pek & Kupková, 1991
- genre † Lamproscutellum Yin, 1980
- genre † Leioscutellum Wu, 1977
- genre † Ligiscus Lane & Owens, 1982
- genre † Liolalax Holloway & Lane, 1999
- genre † Litotix Lane & Thomas in Thomas, 1978
- genre † Meitanillaenus W. Zhang, 1974
- genre † Meridioscutellum Feist, 1970
- genre † Meroperix Lane, 1972
- genre † Metascutellum Šnajdr, 1960
- genre † Microscutellum Šnajdr, 1960
- genre † Neoscutellum Maksimova, 1978
- genre † Octobronteus Weber, 1945
- genre † Opoa Lane, 1972
- genre † Paracybantyx Ludvigsen & Tripp, 1990
- genre † Paralejurus Hawle & Corda, 1847
- genre † Paraphillipsinella Lu in Lu & Zhang, 1974
- genre † Perischoclonus Raymond, 1925
- genre † Phillipsinella Novák, 1885
- genre † Planiscutellum Richter & Richter, 1956
- genre † Platyscutellum Šnajdr, 1958
- genre † Poroscutellum Šnajdr, 1958
- genre † Promargo Holloway, 2007
- genre † Protobronteus Šnajdr, 1960
- genre † Protostygina Prantl & Přibyl, 1949
- genre † Pseudoeobronteus Maksimova, 1979
- genre † Pseudostygina Zhou in Zhou & al., 1982
- genre † Quyuania Xia, 1978
- genre † Radioscutellum Šnajdr, 1972
- genre † Raymondaspis Přibyl in Prantl & Přibyl, 1949
- genre † Rhaxeros Lane & Thomas, 1980
- genre † Sangzhiscutellum Lin, 1987
- genre † Scabriscutellum Richter & Richter, 1956
- genre † Scutellum Pusch, 1833
- genre † Spiniscutellum Šnajdr, 1960
- genre † Stygina Salter, 1853
- genre † Styginella Přibyl & Vaněk, 1971
- genre † Teneroscutellum Hörbinger, 2004
- genre † Tenuipeltis Lütke, 1965
- genre † Thaleops Conrad, 1843
- genre † Theamataspis Öpik, 1937
- genre † Thomastus Öpik, 1953
- genre † Thysanopeltella Kobayashi, 1957
- genre † Thysanopeltis Hawle & Corda, 1847
- genre † Tosacephalus Kobayashi & Hamada, 1974
- genre † Trigonoscutellum Hörbinger, 2006
- genre † Turgicephalus Fortey, 1980
- genre † Unicapeltis Maksimova, 1977
- genre † Uraloscutellum Antsygin & Maksimova in Maksimova, 1978
- genre † Waisfeldaspis Vaccari, 2001
- genre † Weberopeltis Maksimova in Moore, 1959
- genre † Xyoeax Holloway, 1996
- genre † Yolkinella Feist in Owens, Ivanova, Kim, Popov & Feist, 2010